# レオニード・スローヴィン
レオニード・セミョーノヴィチ・スローヴィン（ロシア語: Леони́д Семёнович Сло́вин、1930年11月2日 - 2013年6月19日）は、ソビエト連邦・ロシアの推理作家。

## 略歴
1930年にチェルカースィで生まれた。モスクワ大学の法学部を卒業し、弁護士、予審判事、刑事捜査局の局員を順に務めた。大学在学時に文筆業を開始し、1964年には最初の中編小説「こんな仕事」（Такая работа）を発表。1969年には中編小説「夜明けに抑留する」（Задержать на рассвете）を発表。その後は、「民警軍曹デニーソフのデビュー」という短編シリーズを続けて発表した。
スローヴィンは推理小説を、1人の優れた主人公（探偵役）が大きな役割を果たす「純粋推理小説」と、事件を解決するための集団の活動を描く「民警小説」（警察小説）に分類している。スローヴィンによれば、「純粋推理小説」のソ連における代表的な作家はヴィクトル・スミルノフ、ワイネル兄弟、パーヴェル・シェスタコーフであり、「民警小説」（警察小説）のソ連における代表的な作家はユリアン・セミョーノフ、アルカージイ・アダーモフ、ヴェ・カラハーノフである。そして、どちらがより良いかは一概には言えないが、自分が書くのは後者の民警小説だとしている。
1991年に刊行されたソ連（ロシア）初の推理小説専門誌『インターポール・モスクワ』創刊号では、ソ連・欧米・日本の作品が各1編掲載されたが、そのうちソ連の作品はスローヴィンの中編小説「深夜固定料金」だった。

## 日本語訳作品
- 目撃者のない事件 （訳：井桁貞義、『季刊ソヴェート文学』1974年夏季号（通巻48号）） （原題および発表年不明）
  - 短編シリーズ「民警軍曹デニーソフのデビュー」の1編。

## 小説リスト
ロシア語で執筆。
- Такая работа （こんな仕事） (1965)
- Задержать на рассвете （夜明けに抑留する） (1969)
- Астраханский вокзал (1975)
- Дополнительный прибывает на второй путь (1981)
- Пять дней и утро следующего (1981)
- Транспортный вариант (1982)
- Обратный след (1984)
- Транспортный вариант (1988)
- Бронированные жилеты (1989)
- На темной стороне Луны （ゲオールギイ・ワイネルとの合作）
- Когда в нас стреляют
- Точку ставит пуля
- Отстел
- Пауки (1997)
- Война крыш
- Победителям не светит ничего
- Героиновые звезды
- Полночный детектив
- Агентство "Лайнс" (2008)
- Погоны, ксива,ствол (2008)